# Claire Simeone
Claire Simeone es una veterinaria y defensora de la salud de los océanos establecida en El Centro de Mamífero Marino. Fue la primera veterinaria en ser seleccionada como Socio TED en 2018.

## Educación y primeros años
La inspiración por estudiar veterinaria le llegó por su padre, Anthony Simeone, un ecologista, así como por David Attenborough y Sylvia Earle. Cursó su grado en Neurobiología en la Universidad de Maryland, en 2007. Durante su licenciatura, completó diferentes cursos en Biología Molecular en la Universidad de St Andrews. Asistió a la universidad de Virginia-Maryland de Medicina Veterinaria, obteniendo en 2011 un doctorado en Medicina Veterinaria. Simeone trabajó con el programa Cóndor en San Diego, California, estudiando tratamientos para la toxicidad del plomo. Realizó varias prácticas con la Fundación de Mamífero Marina Nacional y SeaWorld San Diego y cuidó delfines y leones marinos en los EE. UU. Navy Programa de Mamífero Marino.

## Carrera
En 2013 se unió al El Centro de Mamífero Marino como veterinaria, donde trabajó conjuntamente con la Administración Oceánica y Atmosférica Nacional Nacional Marino Fisheries Servicio. Ha ayudado a resolver acontecimientos de mortalidad inusuales y contribuido en el desarrollo de "Marine Mammal Health M.A.P'.
un esfuerzo de colaboración para crear un repositorio nacional de datos de salud de mamíferos marinos y una herramienta de visualización. También ayudó a coordinar un programa para proporcionar formación a veterinarios de todo el mundo para realizar esfuerzos de vigilancia alrededor del mundo. El programa Veterinary In-Residence mira como expandir nuestra comprensión sobre cómo cuidar especies únicas. Es una experta consejera para el colectivo: SR3, Sealife Response, Rehab y Research.
Está interesada mejorar la comprensión de las enfermedades en animales, ya que puede derivar en entender mejorar la salud en los humanos. Este trabajo incluye en entender los impactos de las interacciones humanos-animales, como en casos de mordiscos de leones marinos a nadadores. Junto a su trabajo como clínica veterinaria, Simeone continúa publicando artículos sobre la salud de mamífero marino. Está interesada en terapias novedosas para mejorar el cuidado de mamíferos marinos, con una atención especial en enfermedades oculares. Su trabajo sobre medicaciones de dolor en delfines fue ganador en el concurso "Ocean 180" en 2015, un concurso de vídeo centrado en comunicación eficaz sobre la ciencia de océano que tiene un alcance de casi 40,000 alumnos .
Simeone fue nombrada directora de Kei Kai Ola (Healing Seal). Un centro de conservación y educación dedicado a la rehabilitación y conservación de focas monje de Hawái, en 2018.
En enero de 2018 fue anunciado que Simeone se convertiría en la primera veterinaria en ser socia TED. Su charla introdujo el concepto de zoonosis: el conocimiento extendido entre humanos y animales, el cual fue anteriormente acuñado e introducido en el TED etapa como "zoobiquity" por el Dr. Barbara Natterson-Horowitz. Ha aparecido en "Voices of Veterinary Medicine", "My Ocean by OceanWise" y "You're the Expert" podcasts .